# Testigos (escultura)

Testigos es un monumento artístico ubicado en la Autopista Caracas-La Guaira en el Distribuidor Ciudad Caribia y posterior al Viaducto Nº 2 de esta importante vía terrestre y que forma parte del proyecto Viarte ejecutado en el marco del plan de Soluciones Viales para Caracas.
Como parte de los trabajos de ampliación y mejora de la infraestructura vial del área metropolitana de Caracas, el Ministerio del Poder Popular para el Transporte Terrestre y Obras Públicas bajo la rectoría de Haiman  El Troudi propuso ejecutar un plan de mejoramiento ornamental de las vías terrestres con la instalación de un museo al aire libre.
Esta obra es creación de la artista plástica Sydia Reyes y consiste en un monumento vaciado en concreto armado que evoca la figura de los árboles plasmados en los dibujos infantiles. Mediante su creación la escultora hace una denuncia contra la tala indiscriminada de vegetación y la destrucción del medio ambiente.
El monumento hecho en concreto y acero inoxidable, tiene unas dimensiones de 13 metros de altura, con nueve metros de ancho y nueve metros de largo. Fue inaugurado el 14 de abril de 2014.
La escultora Sydia Reyes tiene dentro del proyecto Viarte una segunda obra denominada “Multiverso” adyacente al puente Las Mercedes que conecta la autopista Francisco Fajardo con la avenida Río de Janeiro a la altura de Las Mercedes, municipio Baruta.